# Lorenzo de' Medici
A nu se confunda cu nepotul său, Lorenzo al II-lea de' Medici (1492 - 1519)
Lorenzo de' Medici (n. 1 ianuarie 1449 - d. 8 aprilie 1492) a fost un politician italian și conducător al Republicii Florentine în timpul Renașterii italiene. Cunoscut și sub numele de Lorenzo Magnificul (Lorenzo il Magnifico) de către florentinii contemporani, a fost diplomat, politician și un cunoscut îndrumător al savanților, artiștilor și poeților. Viața sa poate fi asociată cu apogeul Renașterii italiene timpurii, iar moartea sa a marcat încheierea epocii de aur a Florenței.

## Copilăria
Lorenzo de' Medici s-a născut la 1 ianuarie 1449, într-una dintre cele mai bogate familii florentine, proprietară a băncii Medici cu filiale în întreaga Europă. Bunicul lui Lorenzo, Cosimo de Medici „Părintele Patriei”, a fost primul membru al familiei Medici care a combinat funcționarea Băncii Medici cu conducerea Republicii Florentine. Cosimo a fost unul dintre cei mai bogați oameni din Europa și a cheltuit o mare parte din averea sa în guvernare și în filantropie. Tatăl lui Lorenzo, Piero I de' Medici, cunoscut și sub numele de „Piero Gutosul”, a fost, de asemenea, protector al artelor și un mare colecționar. Mama lui Lorenzo, Lucrezia Tornabuoni a fost poetă și scriitoare de sonete.
Lorenzo a fost considerat cel mai deștept dintre cei cinci copii ai lui Piero și a Lucreziei, el fiind instruit de diplomatul Becchi, care l-a iniția în studiul latinei și al autorilor clasici. Văzând un viitor strălucit pentru copilul său, Piero de' Medici l-a trimis pe Lorenzo în mai multe misiuni diplomatice importante, pe când era încă un copil.

## Activitatea politică

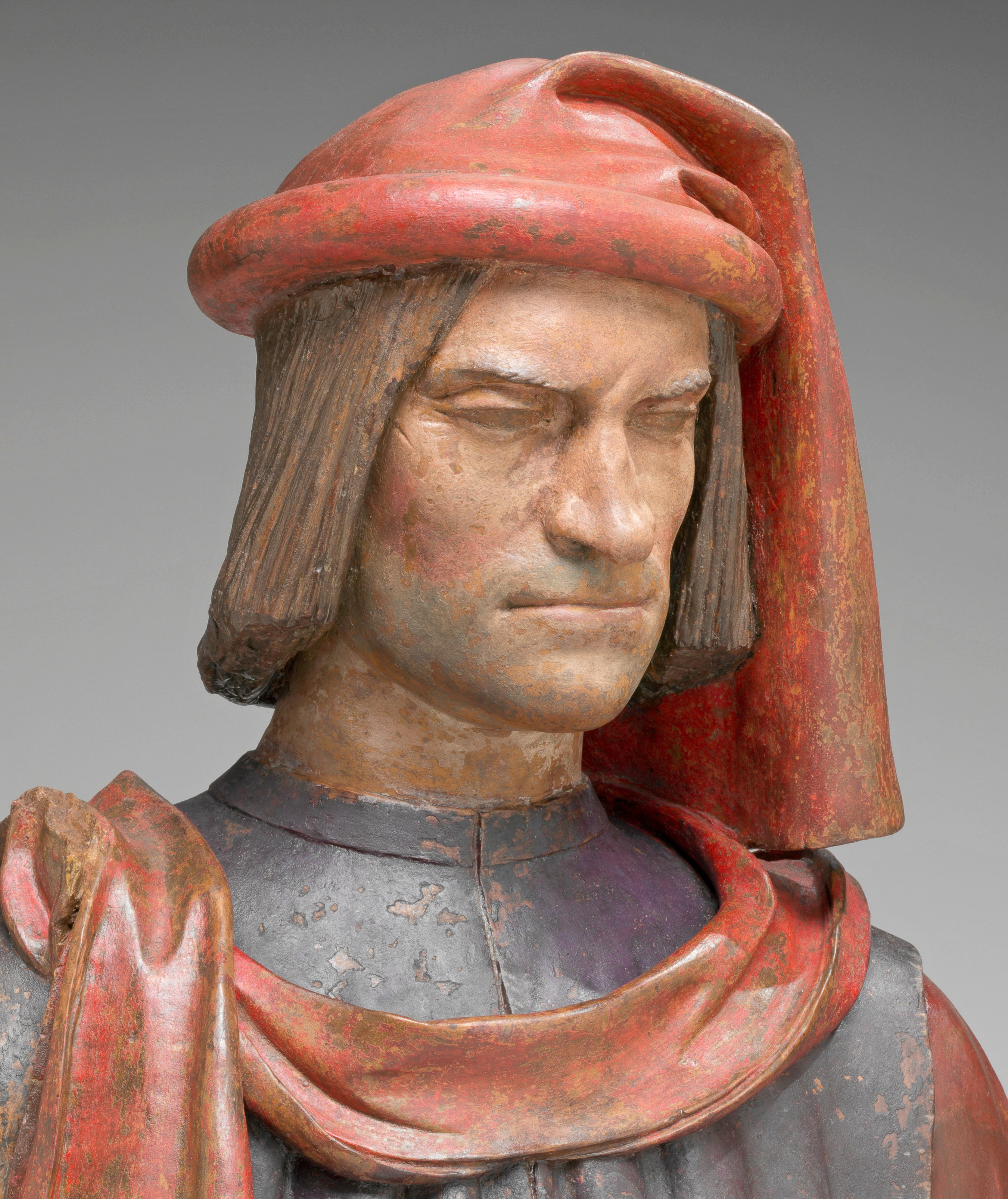
Lorenzo de' Medici,
bust din teracotă, de Verrocchio

Începând cu 1464, când tatăl său îi urmează lui Cosimo de' Medici, Lorenzo primește diverse misiuni diplomatice. Una din acestea a constat în a apăra, în fața papei, legitimitatea lui Galeas-Maria Sforza ca duce de Milano.
În anul 1469, la vârsta de douăzeci de ani, Lorenzo își asumă rolul de lider de stat după moartea tatălui său. Cu toate că Florența a inflorit sub domnia sa, Lorenzo a condus ca un despot iar oamenii au avut parte de puțină libertate politică. Acest lucru făcea ca familiile rivale să devină dușmanii înverșunați ai Medicilor.
Pe 26 aprilie 1478, în duminica Paștelui, într-un incident rămas în istorie sub numele de Conspirația Pazzi, un grup de conspiratori, care includea membrii din familia Pazzi, sustinuți de Arhiepiscopul din Pisa și de Papa Sixtus al IV-lea, i-au atacat pe Lorenzo și pe fratele său Giuliano, în catedrala din Florența. În urma atacului, Giuliano a murit iar Lorenzo a scăpat doar cu o rană. Conspirația a atras o pedeapsă brutală prin executarea tuturor membrilor care au fost implicați.
În urma Conspirației Pazzi, familia Medici și florentinii au suferit mânia Vaticanului. Papalitatea a confiscat toate activele Medicilor pe care le-a putut găsi, l-a excomunicat pe Lorenzo și întregul guvern florentin și în cele din urmă a pus întregul oraș sub interdicție. Când aceste mișcări ale Papei au avut un efect redus, Papa Sixtus a format o alianță militară cu Regele Ferdinand I, numindu-l pe fiul sau, Alfonso, Duce de Calabria, să conducă o invazie împotriva Republicii Florentine.
Lorenzo a adunat cetățenii și a cerut sprijinul din partea partizanilor Medici din Bologna și Milano, însă doar datorită diplomației sale a reușit să rezolve criza, călătorind personal la Napoli unde a încheiat un tratat de pace. Acest succes i-a permis lui Lorenzo să asigure schimbările constituționale din cadrul guvernului florentin și a dus la sporirea propriei puteri.
Lorenzo, ca și bunicul său Cosimo de Medici, a urmărit o politică de menținere a păcii și a restabilit un echilibru de putere între statele din nordul Italiei, reușind să mențină departe de Republică, celelalte state europene importante, cum ar fi Franța și Sfântul Imperiu Roman. Lorenzo a menținut relații bune cu sultanul Mahomed al II-lea al Imperiului Otoman, prin comerțul maritim care reprezenta o sursă de bogăție pentru florentini.

## Renașterea italiană

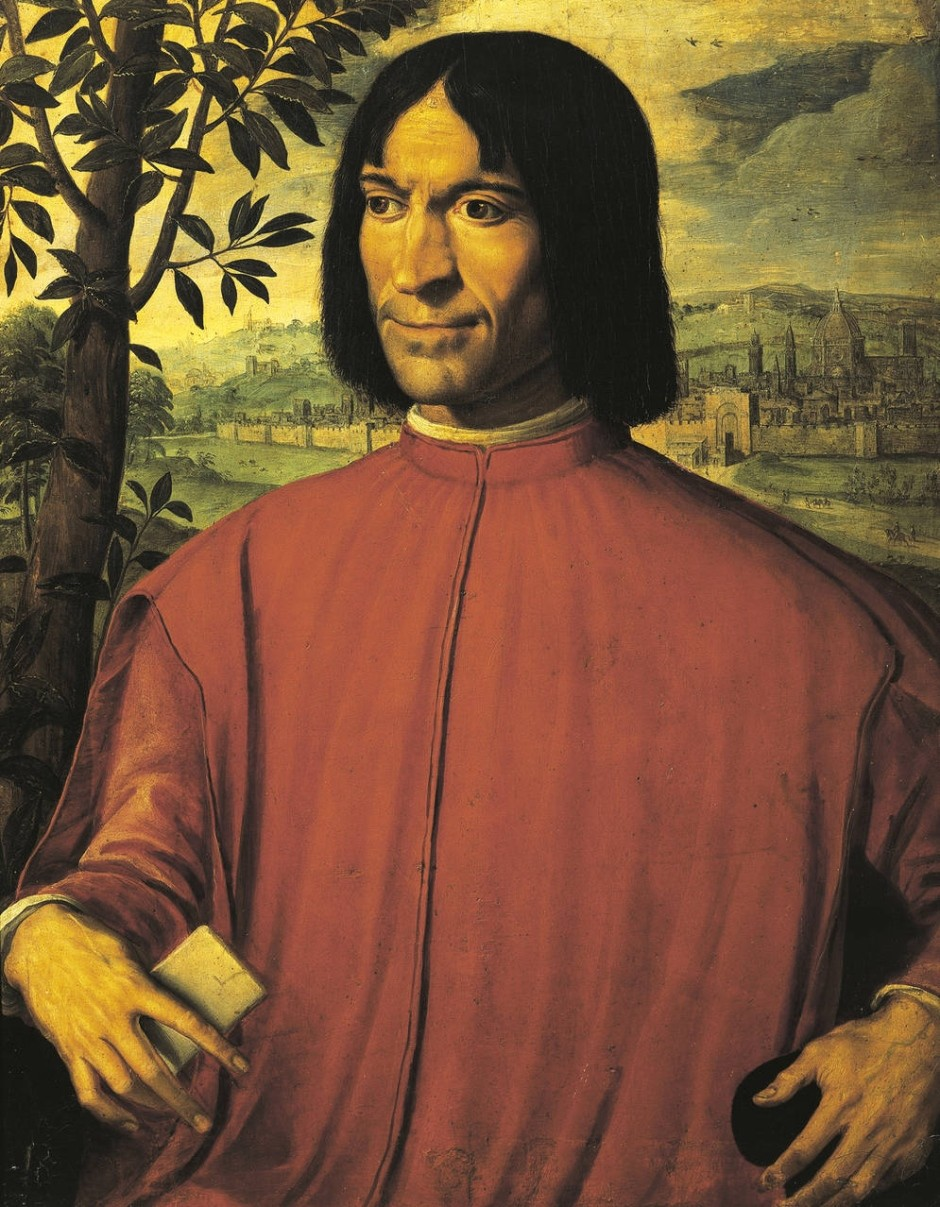
Portretul lui Lorenzo de' Medici, de Girolamo Macchietti (jumătatea secolului al XVI-lea), Galeria Uffizi

Datorită lui Lorenzo, capitala Republicii atinge maxima sa frumusețe, impunându-se pe plan economic și cultural, nu doar în Italia, ci în întreaga Europă. Florența devenise leagănul Renașterii italiene și centrul unde iradia civilizația renascentistă. Grijile sale pentru Florența au încurajat și au asigurat o înflorire artistică fără precedent. Literat și poet, colecționar de obiecte prețioase și de statui antice, descoperitor de noi talente, Lorenzo a promovat la cel mai înalt nivel literatura și artele. La curtea sa au trăit și au creat personalități renumite precum: Luigi Pulci, Poliziano, Marsilio Ficino, Cristoforo Landino și Pico della Mirandola. Pentru el au lucrat cei mai mari artiști ai timpului, precum Botticelli - exponent de vârf al culturii perioadei respective-, Pollaiolo, Andrea Verrocchio, Ghirlandaio, Leonardo da Vinci și Michelangelo, pe care Magnificul îi ținea aproape de el, la palatul din Via Larga.

## Ultimii ani
în timpul mandatului său, mai multe sucursale ale băncii familiei s-au prăbușit din cauza creditelor neperformante iar în ultimii ani, au intrat în dificultăți financiare, Lorenzo recurgând la deturnarea fondurilor de încredere și de stat.
Lorenzo de'Medici a murit în noaptea de 8 aprilie sau în dimineața de 9 aprilie 1492, la vila familiei din Careggi. Savonarola l-a vizitat pe muribund pe patul de moarte. Conform scrisorilor martorilor din noaptea aceea, Lorenzo a murit consolat, după ce Savonarola i-a dat binecuvântarea. În noaptea când acesta a murit, un fulger a lovit tunul bisericii Santa Reparata. El și fratele său Giuliano sunt îngropați într-o capelă proiectată de Michelangelo, situată în partea de nord de Biserica San Lorenzo.

## Opera literară
Lorenzo Magnificul nu a fost numai protector al artelor, ci și poet.
A scris o operă lirică variată, poeme idilice, elegiace, mitologice, poezii erotice în stil petrarchist și neoplatonic, în care străbate o senzualitate robustă, pe motivul horațian „carpe diem”.

### Scrieri
- Selve d'amore ("Pădurile iubirii")
- Ambra
- Corinto
- Venere e Marte ("Venere și Marte")
- La caccia col falcone ("Vânătoarea cu șoimul")
- Laudi ("Laude")
- Nencia da Barberino
- I beonii ("Bețivanii")
- Canti carnascialeschi, din care cel mai cunoscut este Trionfo di Bacco e Arianna.

## Căsătoria și copiii

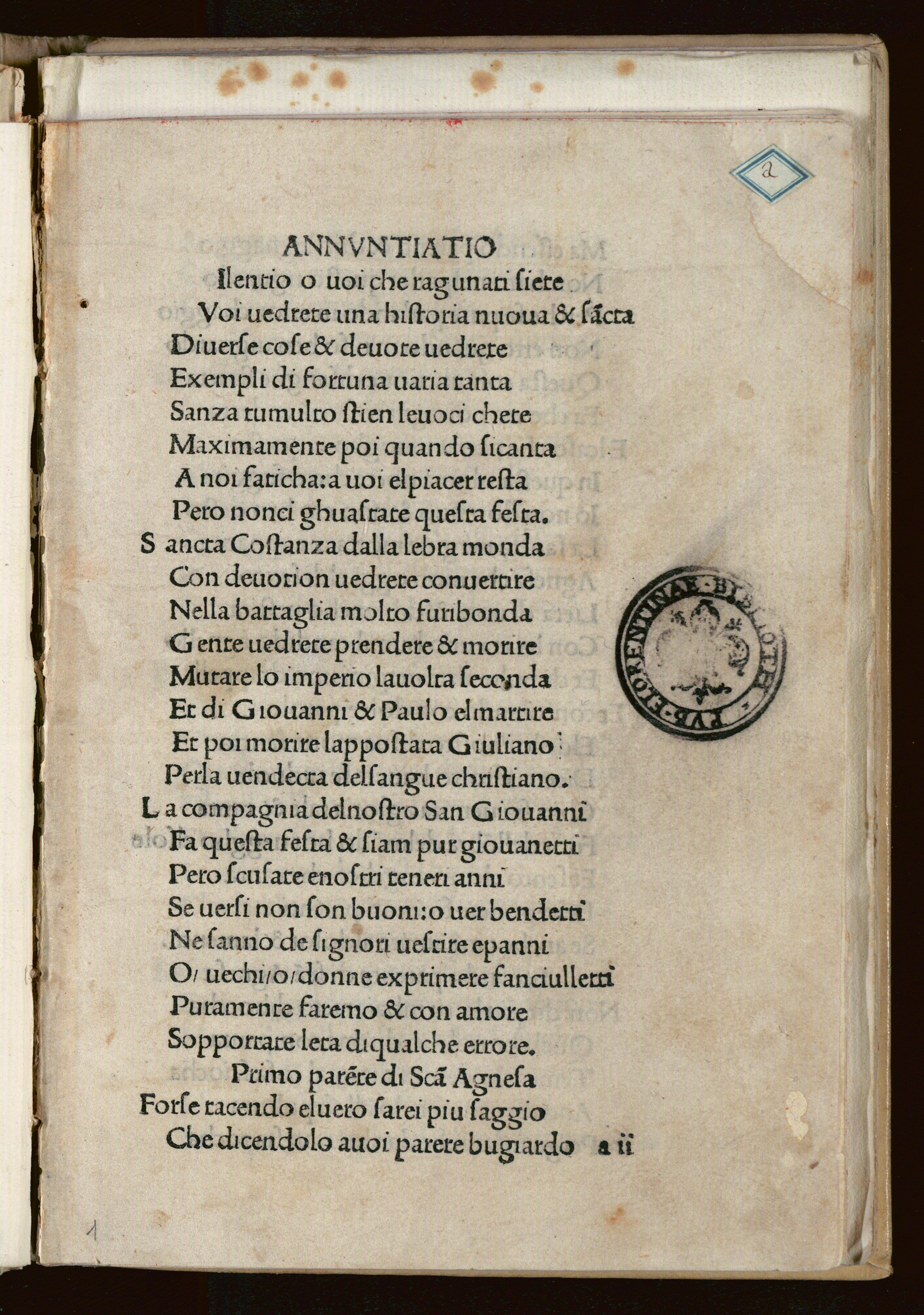
Rappresentazione dei santi Giovanni e Paolo

Lorenzo s-a căsătorit, prin procură, cu Clarice Orsini la 7 februarie 1469. Căsătoria propriu-zisă a avut loc la Florența în data de 4 iunie 1469. Clarice a fost fiica lui Giacomo Orsini, senior de Monterotondo și Bracciano, și a soției sale Maddalena Orsini.
Clarice și Lorenzo au avut 10 copii:
- Lucrezia Maria Romola de' Medici (Florenta, 4 august 1470 - 15 noiembrie 1553); s-a căsătorit pe 10 septembrie 1486 cu Jacopo Salviati și au avut 10 copii, inclusiv Cardinalul Giovanni Salviati, Cardinalul Bernardo Salviati, Maria Salviati (mama lui Cosimo I de' Medici, Mare Duce de Toscana) și Francesca Salviati (mama Papei Leon al XI-lea)
- Doi gemeni care au murit la naștere (martie 1471)
- Piero di Lorenzo de' Medici (Florența, 15 februarie 1472 - Râul Garigliano, 28 decembrie 1503), conducătorul Florenței după moartea tatălui său, supranumit și Piero Ghinionistul
- Maria Maddalena Romola de' Medici (Florenta, 25 iulie 1473 - Roma, 2 decembrie 1528), căsătorită pe 25 februarie 1487 cu Franceschetto Cybo (fiul nelegitim al Papei Innocent al VIII-lea) și au avut șapte copii
- Beatrice de' Medici (23 septembrie 1474 - septembrie 1474)
- Giovanni di Lorenzo de' Medici (Florența, 11 decembrie 1475 - Roma, 1 decembrie 1521), l-a succedat la tronul pontifical pe Papa Leon al X-lea pe 9 martie 1513
- Luisa de' Medici (Florența, 25 ianuarie 1477 - iunie 1488), numită și Luigia, a fost logodita cu Giovanni de'Medici il Popolano însă a murit tânără
- Antonia Romola de' Medici (Pistoia, 16 ianuarie 1478 - Roma, 29 iunie 1515), s-a căsătorit în 1494 cu Piero Ridolfi și au avut cinci copii, inclusiv Cardinalul Niccolo Ridolfi
- Giuliano di Lorenzo de' Medici, Duce de Nemours (Florența, 12 martie 1479 - 17 martie 1516), ridicat la rang de duce de către Regele Francisc I al Franței

Lorenzo l-a adoptat și pe nepotul său Giulio, fiul nelegitim al fratelui său Giuliano. Giulio a devenit Papa Clement al VII-lea.